# طرفة بغجاتي
طرفة بغجاتي ناشط حقوقي ومحلل سياسي وكاتب نمساوي من أصل سوري. ورئيس مبادرة مسلمو النمسا عضو المجلس الاستشاري للشبكة الأوروبية لمناهضة العنصرية، ولد في مدينة دمشق في 1 أيلول من عام 1961 يعيش في مدينة فينا منذ عام 1986.

## حياته
ولد بغجاتي في 1961 في العاصمة السورية دمشق لأبويه عدنان بغجاتي، الذي كان يعمل كاتبا ومترجما ووزيرا للتربية، وأمل حمصي التي كانت تعمل صحفية مختصة بالشؤون الاقتصادية.
في عام 1984 أعتقل النظام السوري بغجاتي لمدة تجاوزت 8 شهور، قضى خلالها 3 شهور منها في سجن تدمر بسبب أرائه السياسية.
منذ هجرته لدولة النمسا قي عام 1986، أصبح ناشطاً بالأمور التي تخص المهاجرين الأجانب وحوار الأديان.، ومحاربة العنصرية وحقوق الإنسان. كما يعد من الخبراء فيما يتعلق بقضايا الشرق الأوسط. القضايا السياسية المتعلقة بالشرق الأوسط. بشكل خاص القضايا المتعلقة بالجمهورية العربية السورية نسخة محفوظة 03 2يناير6 على موقع واي باك مشين.</ref>. بغجاتي أيضا ناشط في الدفاع عن الإسلام وحقوق المسلمين في النمسا والدول الأوربية فهو يرفض بغجاتي اعتبار مسلمي أوروبا كوافدين أجانب بل يصنفهم كجزء من أوروبا ماضيا وحاضرا ومستقبلا، كما يعد بغجاتي من مناهضي حركات اليمين المتطرف ، ومناهضة ما يعرف الإسلاموفوبيا ، وجرائم الكراهية ضد المسلمين، داعيا الدول الأوربية للتصدي ضد هذه الجرائم. بغجاتي أيضا ناشط في مكافحة ختان الإناث.

## نشاطاته

### في مجال ختان الإناث
بغجاتي ناشط في مكافحة ختان الأنثى وتمكن بعد عدة مشاورات ولقاءات من الحصول على دعم عدد من الشخصيات الدينية المعروفة فيما يخص هذا المجال حيث أنه وفي أذار من عام 2009 قابل طرفة بغجاتي مع روديجر نيبرج الشيخ يوسف القرضاوي في دولة قطر، وتحصلوا على فتوى تحرم ختان الإناث واعتبارها ضد تعاليم الدين الإسلامي. في خطاب لطرفة في عام 2011 في متحف هامبورغ المتخصص في علم الأعراق البشرية تحدث عن هذه الفتوى وتوقعاته بالأحتفال في عام 2020 بالتطبيق الكامل لها.
وفي شباط من عام 2011 تحصل طرفة بغجاتي مع روديجر نيبرج على فتوى مماثلة من الشيخ الدكتور محمد سعيد رمضان البوطي تحرم ختان الإناث 
وفي أيلول من عام 2012 قابل طرفة بغجاتي مع روديجر نيبرج الشيخ حسن الترابي وتحصلوا على دعمه لهم في محاربة ختان الإناث والسعي لإيقافه.

### في مجال المنظمات الدولية الحقوقية غير الحكومية
أوجد بغجاتي في عام 1999 مبادرة المسلمين والمسلمات النمساويين بالتعاون مع مجموعة من المجتمع الإسلامي في النمسا.
كما أنه شغل عدة مناصب في جمعيات أوروبية غير حكومية فقد كان عضو مجلس إدارة سابق (2001-2007، 2007 نائب رئيس) في الشبكة الأوربية لمناهضة العنصرية والتي يشغل فيها حاليا منصب استشاري 
كما أنه عضو مستشار لمجلس إدارة منتدى من أجل أوروبا متعددة ثقافيا. إضافة إلى كونه أحد مؤسسي وعضو مجلس إدارة المبادرة الأوروبية المسلمة للترابط الاجتماعي.
كما أن بغجاتي هو عضو اللجنة الإدارية للهيئة الإسلامية في ڤيينا وكما أنه يشغل منصب نائب رئيس المعهد الإسلامي في ڤيينا لتعليم الكبار.
في آذار من عام 2015، تقدم طرفة بغجاتي ببلاغ إلى المدعي العام بفيينا، يتهم السياسي اليميني الهولندي جيرت فيلدرز، رئيس حزب من أجل الحرية، يتهمه فيه بازدراء الأديان والتحريض ضد المسلمين والإسلام وتشبييه القرآن الكريم بكاتب كفاحي لهتلر وأنه يحض علي التطرف، وذلك خلال محاضرة له بقصر «هوف بورج» التاريخي في 27 آذار الماضي بدعوة من زعيم حزب الأحرار النمساوي كريستيان شتراخه.
وأعرب طرفه في حوار مع جريدة الأناضول، عن قلقه من أن يصبح العداء للإسلام والمسلمين جزء من البرامج السياسية للأحزاب اليمينية المتطرفة في أوروبا،
حيث طالب أنه يجب التمييز بين حرية الرأي والتعبير وبين التعدي على حقوق الآخرين، وخاصة فيما يتعلق بالعقيدة والأديان والمقدسات.

## أفكاره وآراؤه
طرفة بغجاتي ضد سفر المقاتلين الأجانب إلى سورية ويرى أنهم يمثلون عبئًا على الثورة السورية، لقلة خبرتهم وعدم معرفتهم باللغة والحياة والعادات والتقاليد والأعراف من ناحية، وأنهم رغم نياتهم الطيبة يحملون أجندات المجموعات والأفراد التي يبعثونهم من ناحية أخرى، والتي لاعلاقة لها بسوريا الشعب والثورة والدين.

## دراسته الجامعية
بغجاتي مهندس مدني خريج جامعة تيمشوارى في رومانيا عام 1986.

## جوائزه

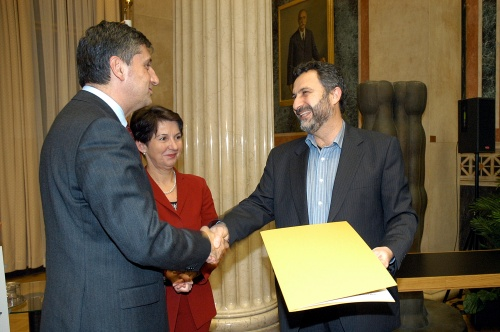
طرفة بغجاتي يستلم الجائزة في عام 2008

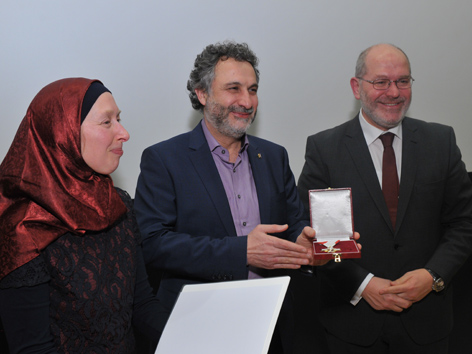
حاز طرفة بغجاتي على وسام الإستحقاق الذهبي لمدينة ڤيينا في عام 2016

حازت مبادرة المسلمين والمسلمات النمساويين على جائزة الديمقراطية للبرلمان النمساوي في عام 2008.
في شباط من عام 2016 حاز طرفة على وسام الإستحقاق الذهبي لمدينة ڤيينا.

## على الصعيد الشخصي
هو متزوج من كارلا آمنة بغجاتي [الألمانية] منذ عام 1990 ألمانية الأصل والناطقة الرسمية باسم الهيئة الإسلامية في النمسا ولهما أربعة أولاد.

## وصلات خارجية
.
- قناة طرفة على يوتيوب.